# 존웨이 오토모빌
저장 존웨이 자동차 유한공사(영어: Zhejiang Jonway Automobile, 중국어 간체자: 浙江永源汽车有限公司, 병음: Zhèjiāng yǒng yuán qìchē yǒuxiàn gōngsī)는 중국 저장성 타이저우시에 본사를 둔 자동차 제조 기업이다.

## 역사
존웨이 자동차는 2005년에 설립된 존웨이 그룹의 자동차 사업부를 대표한다. 시장에 출시된 첫 번째 제품은 2세대 토요타 RAV4(XA20)의 복제품(라이선스 없음)인 존웨이 UFO A380 모델로, 3도어 짧은 휠베이스와 5도어 긴 휠베이스로 모두 제공되었다. 이 차량은 원본 일본 모델과 모든 세부 사항에서 유사하기 때문에 즉시 높은 언론 노출을 얻었다.
이 모델은 이후 많은 아시아 시장으로 수출되었으며, 2007년 프랑크푸르트암마인에서 열린 독일 국제 모터쇼에도 유럽에 등장했다. 2007년에는 존웨이와 DR 모터 컴퍼니가 이탈리아 마키아디세르니아에서 UFO 3도어를 유럽 표준에 맞게 재정비하고 재인증된 버전으로 조립하기 위한 계약을 체결했다. DR3로 이름이 바뀐 이 차량은 2007년 볼로냐 모터쇼에서 컨셉트 카 단계로 공개되었다. 그러나 DR 모터와의 협상은 실패했고 유럽 UFO/DR3 프로젝트는 포기되었다.
2010년 7월, 미국의 자동차 제조업체인 ZAP이 존웨이 자동차의 51%를 인수하고 전기차 제작 전문 합작 회사인 ZAP-존웨이가 설립되었다. 첫 번째 제품은 중국 시장에 출시된 A380 EV였다.
2012년 존웨이는 카로체리아 비오티에 속했던 유서 깊은 "비오티" 이름을 사들이고 토리노주의 리볼리에 새로운 본사를 설립하여 회사를 재출범시켰다. 이 신설 회사는 존웨이의 유럽 사업부뿐만 아니라 하이브리드 차량 설계 및 스포츠카 엔지니어링 전문 연구 개발 센터 역할을 했다. 에마누엘레 봄보이(Emanuele Bomboi)가 디자인 책임자로 고용되었다. 이 회사는 마조라 코치빌더와 UFO-A380 모델의 대대적인 재정비를 위한 계약을 체결했다. 컨셉트 카 단계에서 전시된 모델은 2013년 말에 생산에 들어갈 예정이었다. 같은 해 5월, 중국 시장에 우싱(Wuxing)이라는 미니밴을 출시했다.
2013년에는 A380의 메커니즘과 차체를 기반으로 하지만 완전히 새로운 외부 및 내부 디자인을 특징으로 하는 팔콘이라는 두 번째 SUV를 선보였다.
2014년에 비오티의 지분을 Fabbrica Italiana Automobili Maggiora S.r.l.에 매각했다.
2012년 4월, 중국 자동차 제조업체인 저장 존웨이 그룹은 채권자로부터 아프테라 모터스의 지적 재산을 인수했으며, 5월에는 상하이 공장에서 2e 생산을 시작하고 초기에는 15-20명을 고용할 산타로사에 소규모 조립 공장을 설립하여 섀시를 출하하고 2013년 초에 판매를 시작할 계획이라고 발표했다. 존웨이는 1990년대 중반부터 산타로사에서 전기차를 개발해 온 Zap 존웨이의 주요 투자자였다. 회사는 미국 회사의 이름을 "잽테라 USA"로 지정할 계획이었고, 베이징 모터쇼에서 Zap 존웨이 차량 옆에 2e 프로토타입을 전시했다. 그러나 Zap과의 밀접한 관계는 전기차 애호가들의 반발을 샀고, 5월까지 회사는 회사 이름을 아프테라 USA로 변경하고 Zap Jonway와는 독립적으로 운영할 것이라고 밝혔다.
2013년 6월, 잽테라 USA는 존웨이 소유의 기존 잽테라 USA와 독립적인 아프테라 USA의 두 회사로 분할될 것이라고 밝혔다. 잽테라는 완전 전기차 2e를 만들고, 아프테라는 2g라는 휘발유 구동 버전을 만들 것이라고 했다. 그러나 다음 해 5월 중순까지 이 새로운 아프테라 회사들은 조용해졌다.

## 제품
존웨이 자동차 제품은 다음과 같다.
- 존웨이 A380 - 소형 크로스오버
- 존웨이 팔콘 - 소형 크로스오버
- 존웨이 우싱 - 소형 MPV
- 존웨이 E4X3

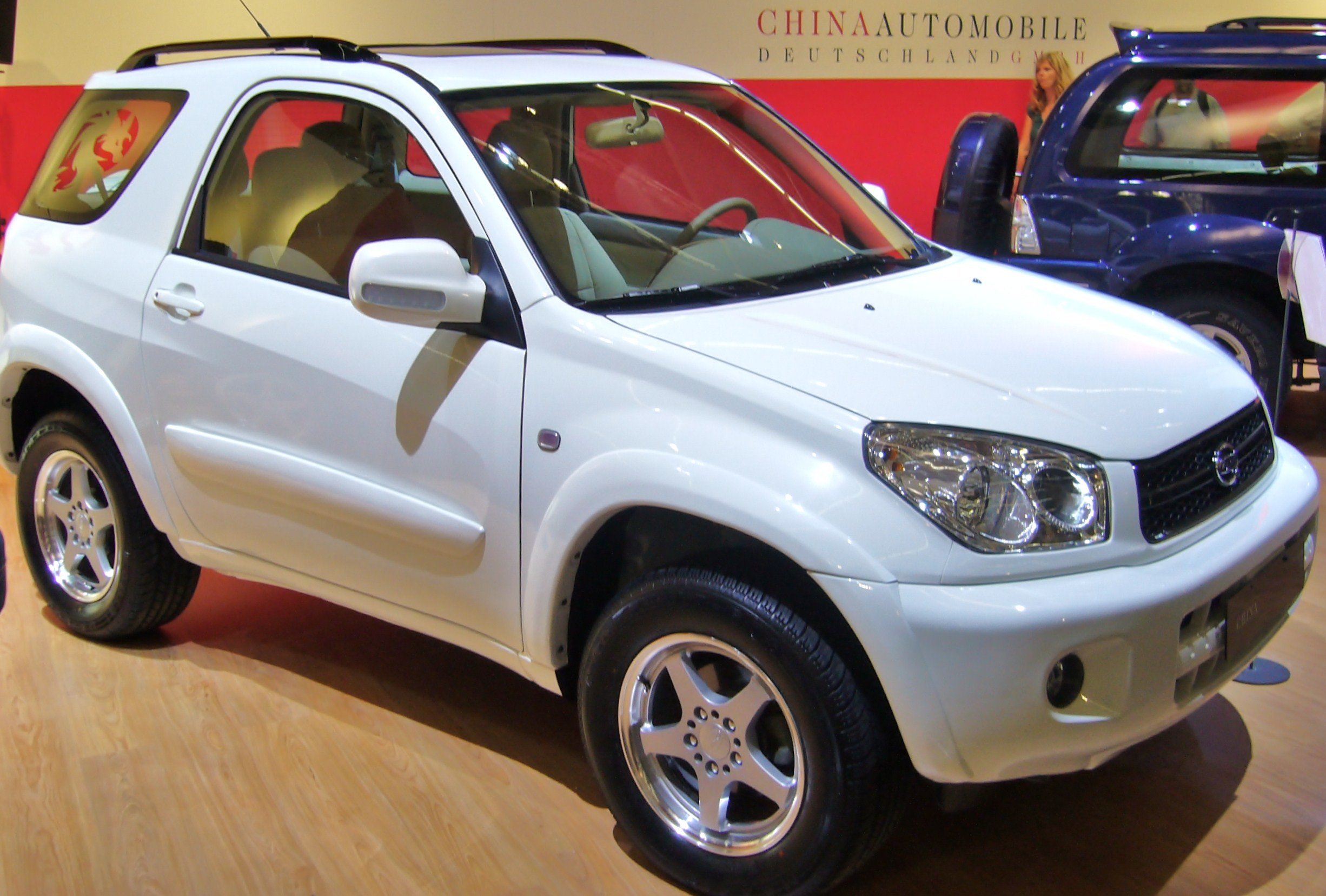
IAA 2007에서 촬영한 존웨이 UFO 3도어 (프랑크푸르트암마인)
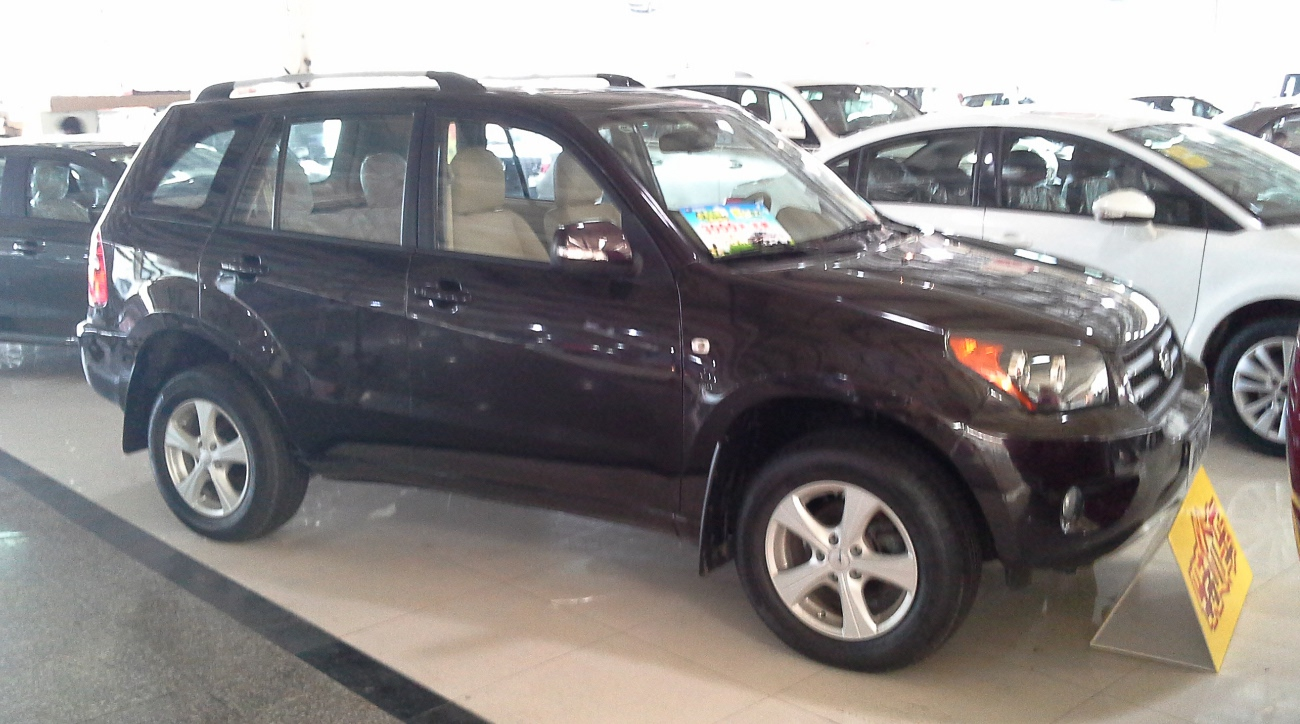
존웨이 UFO 5도어
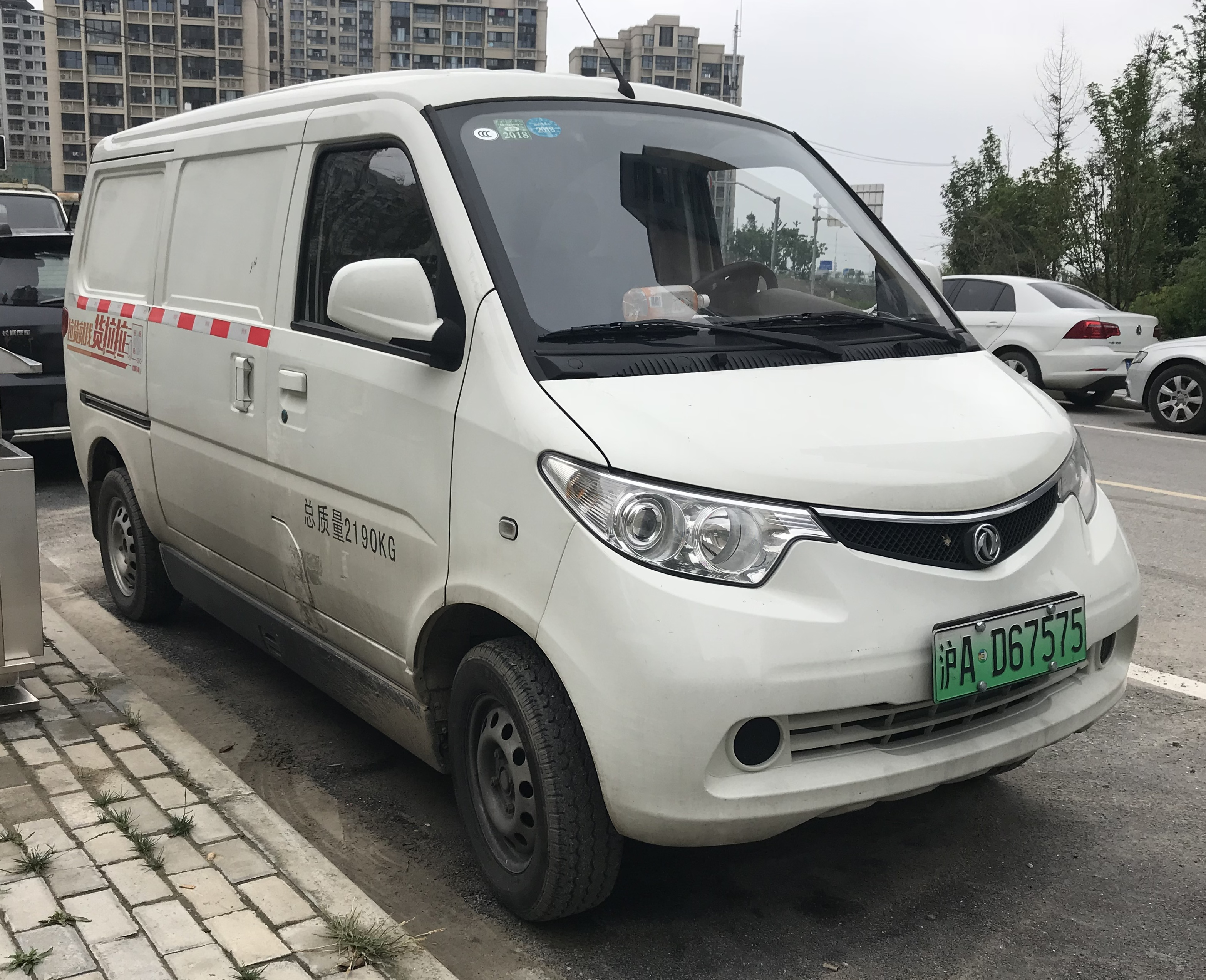
존웨이 우싱을 리뱃지한 둥펑 스키오 준펑 (스키오 준펑은 존웨이 우싱 플랫폼 및 디자인 기반)